# Man Trouble
Man Trouble (br. Cão de Guarda) é um filme americano, de 1992, dirigido por Bob Rafelson.

## Sinopse
Quando Joan Spruance (Ellen Barkin), uma famosa cantora de ópera, recém-divorciada, começa a receber ameaças anônimas, ela decide procurar os serviços de Harry Bliss (Jack Nicholson), um segurança excêtrico que não utiliza armas, mas apenas um cão.
Infelizmente para Spruance, seu suposto protetor acaba se mostrando mais interessado nela, do que no seu próprio serviço. Entretanto, os dois acabam se envolvendo numa enrascada, quando, sem querer, passam a ser perseguidos por Redmont (Harry Dean Stanton), um perigoso gângster

## Elenco
- Jack Nicholson ...  Eugene Earl Axline/ Harry Bliss
- Ellen Barkin ...   Joan Spruance
- Harry Dean Stanton ...  Redmond Layls
- Beverly D'Angelo ...  Andy Ellerman
- Michael McKean ...  Eddy Revere
- Saul Rubinek ...  Laurence Moncrief
- Viveka Davis ...  June Huff
- Veronica Cartwright ...  Helen Dextra
- John Kapelos ...  Detetive Melvenos
- Lauren Tom ...    Adele Bliss
- Paul Mazursky ...  Lee MacGreevy